# 화북초등학교 (경북)
화북초등학교는 대한민국 경상북도 상주시 화북면 장암리에 있는 공립 초등학교이다.

## 학교 연혁
- 1935년 7월 20일 화북공립보통학교 개교(설립인가 7월 15일)
- 1938년 4월 1일 화북공립심상소학교 개칭[1]
- 1941년 4월 1일 화북공립국민학교 개칭[2]
- 1985년 3월 10일 병설유치원 개원(설립인가 1월 21일)
- 1987년 3월 1일 상오국민학교 통합
- 1994년 9월 1일 입석분교장 편입
- 1995년 9월 1일 어린이헌장비 건립
- 1996년 3월 1일 화북초등학교 개칭[3]
- 1999년 3월 1일 용화분교장 편입
- 2019년 2월 12일 병설유치원 제 34회 졸업
- 2019년 2월 13일 제74회 졸업식(총2,987명 졸업)
- 2019년 3월 1일 제26대 김태식 교장 부임
- 2019년 3월 1일 10학급 편성(본교4, 입석3, 용화3)
- 2020년 2월 6일 병설유치원 제35회 졸업
- 2020년 2월 7일 제75회 졸업식(총2,993명 졸업)

## 학교 상징
- 우리 학교 꽃 - 개나리 : 노란 꽃은 평화, 이른봄에 피는 꽃은 선각자를 상징하며, 평화를 사랑하는 선각자가 되어국가에 이바지하자는 뜻임
- 우리 학교 나무 - 주목 : 주목은 상록수로 항상 푸르고 굳굳하게 자라듯이,의지가 굳고,몸과 마음을 튼튼하게 길러 국가에 이바지한다는 뜻임

## 참고 자료
- 화북초등학교 - 한국교육학술정보원 학교알리미